# Unión de Fútbol de Kazajistán
La Unión de Fútbol de Kazajistán (en kazajo:  Қазақстанның Футбол Федерациясы, en ruso: Федерация Футбола Казахстана) es el organismo rector del fútbol en Kazajistán, con sede en Almaty, la antigua capital del país. Se encarga de la organización de la Copa y la Super Liga de Kazajistán, así como de la selección nacional de este país.

## Historia
En 1959, siendo Kazajistán una república de la extinta Unión Soviética, se funda la Federación de Fútbol de la RSS Kazaja, integrada en el Federación de Fútbol de la URSS. 
En 1992, tras la independencia de Kazajistán, se convierte en organismo independiente, con el nombre de Asociación de Fútbol de la República de Kazajistán. Ese mismo año es aceptada como miembro asociado de la FIFA, pasando a ser miembro de pleno derecho en 1994. A pesar de recibir una invitación de la UEFA, los dirigentes del organismo kazajo preferieron afiliarse a la Confederación Asiática de Fútbol, al considerar que un marco deportivo menos competitivo facilitaría el desarrollo del fútbol en el país.
Sin embargo, la llegada a la presidencia de Rakhat Aliyev en 2000 supuso un cambio de rumbo para la Unión de Fútbol de Kazajistán. En un referéndum extraordinario, la federación kazaja acordó por unanimidad el pase de la AFC a la UEFA. El 25 de abril de 2002, en el XXVI Congreso Ordinario de la UEFA en Estocolmo, la máxima autoridad del fútbol europeo aceptó la solicitud de Kazajistán para convertirse en el su 52.º miembro asociado. Lennart Johansson, por entonces presidente de la UEFA, jugó un papel clave en el ingreso de Kazajistán en el fútbol europeo y la federación kazaja le reconoció su labor distinguéndolo con la Orden Dostyk de Kazajistán. Posteriormente la UEFA observó corruptelas en este hecho y retiró de su web las noticias relacionadas.